# 3秒聴けば誰でもわかる名曲ベスト100
3秒聴けば誰でもわかる名曲ベスト100（さんびょうきけばだれでもわかるめいきょくべすとひゃく）は2017年よりテレビ東京で放送されている音楽番組。

## 概要
テレビ東京系列で放送された音楽番組の中から、現在も多くの国民に親しまれている人気の高い楽曲の歌唱映像を100曲以上紹介する。歴代の名曲を本人がスタジオにて披露、または別の歌手がカバー歌唱する企画も行われる。

## 放送日程
| 回 | タイトル                                                       | 放送日        | 放送時間（JST）    | 放送枠               |
| -- | -------------------------------------------------------------- | ------------- | ------------------ | -------------------- |
| 1  | あなたの名曲ベスト100〜3秒聴けば誰でもわかる名曲レア映像祭り〜 | 2017年4月2日  | 日曜 18:30 - 21:54 | 日曜ビッグバラエティ |
| 2  | 3秒聴けば誰でもわかる名曲ベスト100                             | 2017年10月8日 | 日曜 18:30 - 21:54 | 日曜ビッグバラエティ |
| 3  | あなたの名曲ベスト100〜3秒聴けば誰でもわかる名曲レア映像祭り〜 | 2018年4月1日  | 日曜 18:30 - 21:54 | 日曜ビッグバラエティ |
| 4  | 3秒聴けば誰でもわかる名曲ベスト100                             | 2018年9月30日 | 日曜 18:30 - 21:54 | 日曜ビッグバラエティ |
| 5  | 3秒聴けば誰でもわかる名曲ベスト100                             | 2019年4月7日  | 日曜 18:30 - 21:54 | 日曜ビッグバラエティ |
| 6  | 3秒聴けば誰でもわかる名曲ベスト100                             | 2019年10月6日 | 日曜 18:30 - 21:54 | 日曜ビッグバラエティ |
| 7  | 3秒聴けば誰でもわかる名曲ベスト100                             | 2020年3月29日 | 日曜 18:30 - 21:54 | 日曜ビッグバラエティ |
| 8  | 3秒聴けば誰でもわかる名曲ベスト100                             | 2020年8月10日 | 月曜 18:25 - 21:54 | なし                 |
| 9  | 3秒聴けば誰でもわかる名曲ベスト100                             | 2021年1月11日 | 月曜 18:25 - 21:54 | なし                 |
| 10 | 3秒聴けば誰でもわかる名曲ベスト100                             | 2021年6月6日  | 日曜 18:30 - 21:00 | 日曜ビッグバラエティ |
| 11 | 3秒聴けば誰でもわかる名曲ベスト100                             | 2021年8月8日  | 日曜 18:30 - 21:54 | 日曜ビッグバラエティ |
| 12 | 3秒聴けば誰でもわかる名曲ベスト100                             | 2022年1月10日 | 月曜 18:25 - 21:54 | なし                 |
| 13 | 3秒聴けば誰でもわかる名曲ベスト100                             | 2022年7月18日 | 月曜 18:25 - 21:54 | なし                 |
| 14 | 3秒聴けば誰でもわかる名曲ベスト100                             | 2023年1月9日  | 月曜 18:25 - 21:54 | なし                 |
| 15 | 3秒聴けば誰でもわかる名曲ベスト100                             | 2023年7月17日 | 月曜 18:25 - 21:54 | なし                 |
| 16 | 3秒聴けば誰でもわかる名曲ベスト100                             | 2024年1月8日  | 月曜 18:25 - 21:54 | なし                 |
| 17 | 3秒聴けば誰でもわかる名曲ベスト100                             | 2024年7月15日 | 月曜 18:25 - 21:54 | なし                 |
| 18 | 3秒聴けば誰でもわかる名曲ベスト100                             | 2025年1月13日 | 月曜 18:25 - 21:54 | なし                 |
| 19 | 3秒聴けば誰でもわかる名曲ベスト100                             | 2025年7月21日 | 月曜 18:25 - 21:54 | なし                 |

- 開始以来、春秋改編期に『日曜ビッグバラエティ』を枠拡大して放送したが、8回目以降は夏にも放送となった。

## 司会
- 徳光和夫
- DAIGO

## スタジオパネラー

### レギュラー
- テリー伊藤

### ゲストパネラー
第9回
- 市川紗椰
- 鬼龍院翔（ゴールデンボンバー）
- 前川清

第10回
- 千昌夫
- 南野陽子

第11回
- 島津亜矢
- 野口五郎
- 渡辺満里奈

第12回
- 菊池桃子
- DJ KOO
- 未唯mie

第13回
- 小柳ルミ子
- 秋元真夏（乃木坂46）
- 山口智充

第14回
- 高橋茂雄（サバンナ）
- 中山美穂
- 松平健

第15回
- 猪狩蒼弥（HiHi Jets）
- 島袋寛子
- 福田麻貴（3時のヒロイン）
- 美川憲一

第16回
- 梅沢富美男
- 井森美幸
- 王林
- ビビる大木

第17回
- ハシヤスメ・アツコ
- 藤井隆
- 水森かおり

第18回
- 五木ひろし
- 友近
- 松本伊代
- 森崎ウィン

第19回
- 長山洋子
- IKKO
- 近藤春菜
- アンジェリーナ1/3

### 歌唱ゲスト
第9回
- クミコ
- 細川たかし
- 八代亜紀
- 和田アキ子

第10回
- 市川由紀乃
- 丘みどり
- 水森かおり・新浜レオン

第11回
- 海蔵亮太
- 徳永ゆうき
- 三山ひろし

第12回
- 大川栄策
- 小林幸子
- 坂本冬美
- 天童よしみ
- 宮路オサム

第13回
- 五木ひろし
- 坂本冬美
- 美川憲一
- 山内惠介
- 山本リンダ

第14回
- 加藤登紀子
- 斎藤瑠希
- 高田夏帆
- 新浜レオン
- 花*花
- 三山ひろし

第15回
- クミコ
- 天童よしみ
- 長山洋子
- 三山ひろし
- 山﨑玲奈

第16回
- 細川たかし
- 城南海
- 新浜レオン
- 松原健之
- 坂本冬美

第17回
- 一之森大胡
- 大川栄策
- 瀬川瑛子
- 中村美律子
- 新沼謙治
- 水森かおり

第18回
- 岩佐美咲
- 鳥羽一郎
- 長山洋子
- 前川清
- 美川憲一
- 山川豊

第19回

## ナレーター
- 服部潤
- 玄田哲章(第16回、第18回）
- 小林星蘭

## 企画
- 名曲映像ベスト100曲（メイン）
  - 第1回 1曲目: 「港町十三番地」美空ひばり／100曲目: 「見上げてごらん夜の星を」坂本九 　
  - 第4回 1曲目: 「上を向いて歩こう」坂本九／100曲目: 「太陽のSEASON」安室奈美恵
  - 第5回 1曲目: 「真赤な太陽」美空ひばり／100曲目: 「Lemon」米津玄師
  - 第6回 1曲目: 「伊勢佐木町ブルース」青江三奈／100曲目: 「喝采 」ちあきなおみ
  - 第7回 1曲目: 「東京ナイト・クラブ」フランク永井・松尾和子／100曲目: 「東京五輪音頭」三波春夫
  - 第8回 1曲目: 「東京ナイト・クラブ」フランク永井・松尾和子／100曲目: 「上を向いて歩こう」坂本九
  - 第9回 1曲目: 「上を向いて歩こう」坂本九／100曲目: 「時代」中島みゆき
  - 第10回 1曲目: 「上を向いて歩こう」坂本九／100曲目: 「三百六十五歩のマーチ」水前寺清子
  - 第11回 1曲目: 「見上げてごらん夜の星を」坂本九／100曲目: 「魅せられて」ジュディ・オング
  - 第12回 1曲目: 「函館の女」北島三郎／100曲目: 「マツケンサンバII」松平健
  - 第13回 1曲目: 「嵐を呼ぶ男」石原裕次郎／100曲目: 「ボヘミアン」葛城ユキ
  - 第14回 1曲目: 「上を向いて歩こう」坂本九／100曲目: 「ドリフのズンドコ節」ザ・ドリフターズ
  - 第15回 1曲目: 「函館の女」北島三郎／100曲目: 「君に、胸キュン。」YMO
  - 第16回 1曲目: 「勝手にしやがれ」沢田研二／100曲目:「昴」谷村新司
  - 第17回 1曲目: 「お祭りマンボ」美空ひばり／100曲目:「舟唄」八代亜紀
  - 第18回 1曲目: 「上を向いて歩こう」坂本九／100曲目:「もしもピアノが弾けたなら」西田敏行
  - 第19回 1曲目: 「港町十三番地」美空ひばり／100曲目:「ブルー・ライト・ヨコハマ」いしだあゆみ
  - ゲストによる本人の曲またはカバー曲の歌唱（100曲の中に含まれる）
  - 名曲タイムスリップ（本人が歌唱する過去の映像と現在の映像との比較、100曲の中に含まれる）
- 特集（100曲の中には含まれないが、一部含まれるのもある）
  - アイドルソング特集
  - 他の人の曲をカバーした映像集
  - 80年代ドラマ主題歌特集
  - 90年代ドラマ主題歌特集
  - ご当地ソング特集
  - ミリオンセラーヒットソング集（100曲に含まれる）
  - デュエットソング特集
  - ロックバンド4連発
  - デビュー曲特集
  - 冬の名曲特集
  - シティポップ特集
- 特別企画
  - スタジオゲストの秘蔵映像
  - コラボレーション（DAIGO×美川憲一「さそり座の女」）

など

## スタッフ
第13回（2022年7月18日放送）
- 構成：小高弘嗣
- TD：滝瀬勝彦（テクノマックス）
- VE：小出一貴（テクノマックス）
- カメラ：風間誠（テクノマックス）
- 音声：星川真視（テクノマックス）
- 照明：曽我秀樹（テレビ東京アート）
- 音効：松田創
- 編集：富田一弘（テクノマックスビデオセンター）
- MA：大矢研二（テクノマックスビデオセンター）
- アートプロデューサー：本橋智子（テレビ東京アート）
- デザイン：岩本朝美（テレビ東京アート）
- 美術進行：古川大規（テレビ東京アート）
- 大道具：増山達也（東宝舞台）
- 小道具：舘直樹（テレフィット）
- アクリル装飾：是安弘樹（ナカムラ綜美）
- 電飾：川添愛加（コマデン）
- 協力：テクノマックス、テレビ東京アート、テクノマックスビデオセンター、花音、山田かつら、オリコン
- AP：大山比桃美（テレビ東京）
- デスク：戸田綾音（テレビ東京）
- 宣伝：橋本慧（テレビ東京）
- 制作進行：佐藤裕奈、戸田祐介、佐々木優香、菊池真衣
- ディレクター：佐々木明夫（エムファーム）
- 演出：南岡広紀（テレビ東京）
- 総合演出：宇賀神敬行（テレビ東京）
- プロデューサー：星俊一（テレビ東京）、藤本元（エムファーム）
- チーフプロデューサー：井関勇人（テレビ東京）
- 制作協力：エムファーム
- 製作著作：テレビ東京

### 過去のスタッフ
- TD：近藤剛史（テレビ東京）
- VE：田尾温子（テレビ東京）
- カメラ：吉田健吾（テレビ東京）
- 音声：湯面由香里（テレビ東京）
- 照明：土谷彩加（テレビ東京アート）
- アートプロデューサー：三重野基（テレビ東京アート）
- リサーチ：リサーチユニット「ソラハナ」
- 宣伝：松本悦子（テレビ東京）
- 演出補：加藤里桜

## 関連番組
VTRで使用される東京12チャンネル→テレビ東京の音楽番組
- にっぽんの歌
  - 年忘れにっぽんの歌
  - 夏祭りにっぽんの歌
- 日本歌謡大賞
- 日本作詩大賞
- ヤンヤン歌うスタジオ
- 演歌の花道
- ザ・ヤングベストテン
- メガロポリス歌謡祭
- 歌え!アイドルどーむ
- 歌え!ヒット・ヒット
- ASAYAN
- 期間限定!ピカピカ天王洲LIVE
- MUSIX!
- プレミアMelodiX!
- 最高!ブギウギナイト